# 米沢市議会
米沢市議会（よねざわしぎかい）は、山形県米沢市の地方議会である。

## 概要

### 任期
4年
- 議会解散が実施されれば任期満了前であっても議員任期は終了する。

### 定数
24人

### 所在地
山形県米沢市金池五丁目2番25号
米沢市役所4階

### 委員会
- 議会運営委員会
- 議会広報広聴委員会

#### 常任委員会
- 総務文教常任委員会
- 民生常任委員会
- 産業建設常任委員会

#### 特別委員会
- 予算特別委員会
- 決算特別委員会

### 定例会
- 年4回実施[3]
  - 3月
  - 6月
  - 9月
  - 12月

### 事務局
- 議会事務局[4]
  - 総務担当
  - 議事調査担当

## 会派
| 会派名           | 議員数 | 所属党派   | 議員名                                                                         | 女性議員数 |
| ---------------- | ------ | ---------- | ------------------------------------------------------------------------------ | ---------- |
| 一新会           | 8      | 無所属     | 成澤和音 鳥海隆太 佐野洋平 髙橋千夏 関谷幸子 島軒純一 齋藤千恵子 工藤正雄\|\|3 |            |
| 至誠会           | 5      | 無所属     | 相田克平 堤郁雄 山村明 木村芳浩 島貫宏幸                                       | 0          |
| 市民平和クラブ   | 4      | 無所属     | 我妻徳雄 小久保広信 影澤政夫 太田克典                                          | 0          |
| ミライノトビラ   | 3      | 無所属     | 上松美穂 古山悠生 遠藤隆一                                                     | 1          |
| 日本共産党市議団 | 2      | 日本共産党 | 高橋壽 高橋英夫                                                                | 0          |
| 公明党           | 2      | 公明党     | 山田富佐子 佐藤弘司                                                            | 1          |
| 計               | 24     |            |                                                                                | 5          |

（令和7年5月16日現在）

## 議員報酬等
| 役職   | 報酬            | 政務活動費 |
| ------ | --------------- | ---------- |
| 議長   | 月額 49万5000円 | 月額 3万円 |
| 副議長 | 月額 45万0000円 | 月額 3万円 |
| 議員   | 月額 42万0000円 | 月額 3万円 |

- 別途、年2回期末手当あり
- 政務活動費の残金は市に返還する義務がある
- 議員年金は2011年（平成23年）6月1日で廃止されている

## 沿革
- 1869年（明治2年）6月7日 - 版籍奉還により米沢領主上杉茂憲が藩知事に任命
- 1871年（明治4年）7月14日 - 廃藩置県により米沢藩が米沢県となる。知藩事に上杉茂憲が就任
- 1871年（明治4年）11月2日 - 米沢県が置賜県となる
- 1876年（明治9年）8月21日 - 置賜県が山形県に併合となる
- 1879年（明治12年）2月27日 - 山形県に議会が開設、初代議長に米沢出身の五十嵐力助が就任
- 1888年（明治21年）4月17日 - 市制および町村制交付
- 1889年（明治22年）6月1日 - 市会議員選挙、任期6年、3年ごとに半数改選制
- 1889年（明治22年）6月11日 - 市会を議事堂（郡役所内、現在の松岬神社）で開会
- 1913年（大正2年）6月1日 - 市会議員の任期を4年に改定し選挙執行
- 1919年（大正8年）6月1日 - 市会を米沢税務署楼上で開会
- 1949年（昭和24年）3月30日 - 市会の名称を市議会に改称
- 1979年（昭和54年）2月23日 - 2月臨時会で、議員や職員ともに着物を着用、全国初のきもの議会
- 2012年（平成24年）12月21日 - 米沢市議会基本条例を設定
- 2013年（平成25年）1月 - 政務活動費交付金制度を開始
- 2013年（平成25年）10月 - 第1回議会報告会を開催
- 2014年（平成26年）3月 - 常任委員会、特別委員会のインターネット映像配信を開始
- 2016年（平成28年）5月 - 常任委員会、特別委員会のインターネット配信をユーチューブ配信に変更
- 2016年（平成28年）6月 - 本会議インターネット中継をユーチューブで配信
- 2021年（令和3年）5月 - 米沢市役所新庁舎が開庁
- 2021年（令和3年）5月 - 本会議インターネット中継のユーチューブ生配信を開始

## 議会出身者
- 池田成章（両羽銀行頭取）
- 戸狩権之助（衆議院議員）
- 戸田虎雄（衆議院議員）
- 登坂又蔵（米沢市長）
- 高橋幸翁（米沢市長）
- 中川勝（米沢市長）
- 木村武雄（衆議院議員）
- 丸山孝一郎（衆議院議員）

## その他
- きもの議会[7] - 昭和54年2月の臨時会で開催されて以来、毎年3月定例会初日に『きもの議会』を開催。米沢織物をPRするため開催しており、議員と職員が米沢織の『きもの』を着用し、会議に出席している。
- かりゆし議会 - 2019年から6月定例会の最終日に市幹部と議員がかりゆしウェアを着用し議会に臨んでいる。米沢市が沖縄市と姉妹都市であり、慰霊の日に近いこの時期に実施している。[8]